# Зоопраксископ
Зоопраксископ (Zoopraxіscope потиче од грчке речи "зое"- живот, праксис - пракса и скопио - гледати - ранији назив је Зоогироскоп (Zoogyroscope) потиче од грчке речи "зое"- живот, жиро - γυρο „окрет“ и скопео - посматрати, што би се могло превести као живо посматрање покрета) је машина која је приказивала природни циклус кретања људских и животињских покрета. Уређај је изумео 1879. године Едвард Мајбриџ.
Данас не постоји оригинална Зоопраксископ машина са стакленим дисковима од 16 инча, и нема познате илустрације или нацрта те машине. Машина са ротирајућим стакленим дисковима пречника 12 инчи налази се у Кингстон музеју. Постоје 71. преосталих стаклених дискова, 67. су у Кингстон музеју. Слике на дисковима представљају животиње и људе у покрету. Машина је правила дисторзију на пројекцији, то се решавало сликањем издуженог облика.
Зопраксикоп раније познат као Зоогироскоп, припада групи оптичких уређаја и у суштини је унапређена верзија Фенакистоскопа.

## Конструкција Зоопраксископ машине
Зоопраксископ машина је радила на ручни погон. Стаклени диск се монтира у дрвено кућиште уређаја. Дужина филма, ограничена је величином пречника диска, тако да су зоопраксископ филмови по природи веома кратки. Лапма, сочиво и подесиви поклопац који је коришћен да фокусира слику, заједно са ротирајућим стакленим диском пружали су утисак кретања. Машина је била оспособљена да пројектује фотографије.
На диску су се налазила 12 металних одељака и прореза. Прорези између одељака су могли да се удаљују и приближују што је доприносило крајњем искоду слике. Сваки одељак је имао ротирајућу бленду која је кратко осветљавала сваку слику док се стаклени диск окретао. Велика брзина окретања дискова и осветљавање блендом сваке посебне, појединачне слике одавало је утисак кретања. Слике су се стављале на комадиће стакла, 12 слика на дванаест одељака диска. Уметник који је бојао и креирао слике није познато.
- Објектив
- главни зупчасти преносник
- лампа
- дрвено кућиште

## Оптички уређаји
- Тауматроп
- Фенакистоскоп
- Стробоскоп
- зоотроп или зоетроп
- Фантаскоп
- Праксиноскоп
- Зоопраксископ
- Кинеограф
- Кинора
- Филоскоп
- Мутоскоп